# 2016 у Черкаській області
Стаття присвячена головним подіям Черкаської області у 2016 році.

## Ювілеї

### Видатних людей
- 22 січня — 100 років від дня народження українського художника театру, живописця Данила Нарбута[1].
- 9 травня — 80 років з дня народження Юрія Іллєнка (1936—2010), кінорежисера, оператора, сценариста, педагога, народного артиста України.
- 17 грудня — 100 років від дня народження Галини Буркацької (1916-2006), діячки колгоспного руху, двічі Героїні Соціалістичної Праці.
- 23 грудня — 100 років від дня народження Олександра Тканка (1916-2006), Героя Радянського Союзу, учасника визволення Черкас від німецько-фашистських загарбників, ректора Черкаського педінституту.

### Річниці заснування, утворення
- 400 років з часу першої писемної згадки про місто Умань (1616)[2].
- 400 років з часу заснування міста Суботова (1616).
- 25 років Черкаському художньому музею.
- 25 років Канівському історичному музею.

## Події
- 18 січня — у смт Ірдинь пройшли перші в Україні вибори сільського старости. Він представлятиме інтереси жителів Ірдинь в Білозерській об'єднаній територіальній громаді[3].
- 1 березня — в Черкасах уперше в області офіційно з'явилася нова поліція[4].
- 23—24 квітня — на Чигиринщині, у Холодному Яру відбулося 21-ші за ліком традиційні вшанування героїв Холодного Яру, в яких взяли участь тисячі людей з різних куточків України. У Холодному Яру урочисто відкрили пам'ятник на могилі одного з провідників гайдамаччини Гната Голого.[5]
- 19—23 травня — у Черкасах удруге пройшов Всеукраїнський фестиваль телевізійних і радіопрограм «Кобзар єднає Україну». На конкурс надійшло 82 телевізійні роботи та 46 радіопрограм[6]
- 2—5 червня у поблизу Черкас (біля с. Чапаївка) пройшов 14-й щорічний мотофестиваль «Тарасова Гора», на який зібралися тисячі мотоциклістів із різних країн[7].
- 1—3 липня у Холодному Яру, біля с. Грушківка відбувся ІІ Всеукраїнський Фестиваль нескореної нації «Холодний Яр», на який зібралося близько тисячі людей з різних куточків України[8].
- 23—24 липня у Черкасах пройшов І Всеукраїнський музично-художній фестиваль ГайдаFest-2016[9].
- 5—7 серпня у м. Черкаси пройшов 4-й Міжнародний мотофестиваль «Дорога на Січ», на який зібралося понад 4 тисячі байкерів з різних країн. Під час фестивалю було встановлено рекорд найдовшої колони мотоциклістів. Колона із 715 моторів мала довжину 1652 метри. Відстань між мотоциклами була не більше 10 см. Досягнення зафіксували представники «Книги рекордів України»[10][11].
- 13—14 серпня у с. Моринці на Звенигородщині пройшов 3-й Всеукраїнський молодіжний фестиваль Тараса Шевченка Ше.Fest. У події взяли участь провідні українські музичні гурти, знані поети, письменники, художники та інші митці. Фестиваль відвідали близько 2-4 тисяч людей.[12]
- 20 серпня — на Чорнобаївщині, в с.Красенівка відбулось Всеукраїнське свято богатирської сили на призи пам'яті Івана Піддубного, присвячене 145-ій річниці з дня народження[13].
- 22 вересня у м. Черкаси пройшов ІІ Черкаський міжнародний інвестиційний форум. Він зібрав понад сотню учасників з різних країн.[14]
- 3 жовтня — на святкування єврейського нового року Рош Гашана в Умань прибуло більше 30 тис. хасидів із різних країн[15].
- 25 грудня — попри протести активістів начальником управління поліції Черкаської області призначено Валерія Лютого[16].

### Декомунізація
Відповідно до законів про декомунізацію, прийнятих у 2015 році, в Черкаській області перейменовано багато топонімів (див.: Список топонімів України, перейменованих внаслідок декомунізації). Серед них населені пункти:
| Тип    | Стара назва       | Район                  | Нова назва    | Посилання      |
| ------ | ----------------- | ---------------------- | ------------- | -------------- |
| селище | Незаможник        | Городищенський         | Хрестівка     | ПВРУ 1377-VIII |
| село   | Ленінське         | Драбівський            | Богданівка    | ПВРУ 984-VIII  |
| село   | Петровського      | Драбівський            | Привітне      | ПВРУ 1353-VIII |
| селище | Радгоспне         | Драбівський            | Квітневе      | ПВРУ 984-VIII  |
| селище | Петровського      | Золотоніський          | Степове       | ПВРУ 984-VIII  |
| село   | Чапаєвка          | Золотоніський          | Благодатне    | ПВРУ 1353-VIII |
| селище | Петрівське        | Кам'янський            | Лісове        | ПВРУ 984-VIII  |
| село   | Кірове            | Корсунь-Шевченківський | Корнилівка    | ПВРУ 1377-VIII |
| село   | Вікторівка        | Маньківський           | Поминик       | ПВРУ 1377-VIII |
| село   | Жовтневе          | Монастирищенський      | Бубельня      | ПВРУ 1377-VIII |
| село   | Петрівка          | Монастирищенський      | Хейлове       | ПВРУ 1377-VIII |
| село   | Чапаєвка          | Монастирищенський      | Панський Міст | ПВРУ 1377-VIII |
| село   | Ленінське         | Смілянський            | Чубівка       | ПВРУ 1377-VIII |
| селище | Здобуток Жовтня   | Тальнівський           | Здобуток      | ПВРУ 1037-VIII |
| селище | Політвідділовець  | Уманський              | Малий Затишок | ПВРУ 1037-VIII |
| селище | Жовтневе          | Чорнобаївський         | Мирне         | ПВРУ 1353-VIII |
| селище | Жовтневий Промінь | Чорнобаївський         | Журавлине     | ПВРУ 1353-VIII |
| селище | Комінтерн         | Чорнобаївський         | Привітне      | ПВРУ 1353-VIII |
| село   | Ленінське         | Чорнобаївський         | Степове       | ПВРУ 1353-VIII |

### Інші події
На території області зафіксовано ряд випадків загибелі свиней від африканської чуми свиней: 4 липня у фермерському господарстві в с. Лісове Тальнівського району, 17 листопада на території Шполянської міської ради.

### Спортивні події
- 1—3 липня у м. Черкаси проходили спортивні змагання із вітрильного спорту Кубок Кременчуцького водосховища.
- 8 серпня — черкащанин Сергій Куліш виборов срібну медаль із кульової стрільби на 10 метрів на Олімпіаді в Ріо.
- 13 вересня — черкащанин Василь Ковальчук на Літніх Паралімпійських іграх 2016 в Ріо-де-Жанейро здобув золото у стрільбі лежачи із пневматичної гвинтівки з 10-ти метрів.[19]
- Черкаський Дніпро дебютував у першій лізі Чемпіонату України з футболу 2015—2016 та посів 2-ге місце.
- В Українській баскетбольній суперлізі сезону 2015—2016 Черкаські мавпи посіли 4-те місце[20].
- У Чемпіонаті Черкаської області з футболу 2016 року перемогла команда «ЛНЗ-Лебедин» (с. Лебедин), на другому місці — «Уманьферммаш» (м. Умань), на третьому — «Базис» (Кочубіївка).

## Нагороджено, відзначено
- Лауреатами Всеукраїнської літературної премії імені Василя Симоненка стали: у номінації «За кращу першу поетичну збірку» Оксана Задорожна (Полтава) за збірку поезій «Той, що зумів воскреснути»; у номінації «За кращий художній твір» Наталка Доляк (м. Вінниця) за роман «Загублений між війнами»[21].
- Лауреатом Літературної премії імені Тодося Осьмачки став Олекса Різників за книжку «Манюнелла»[22].
- Лауреатами обласної Краєзнавчої премії імені Михайла Максимовича стали: у номінації «Колективна краєзнавча праця» — авторський колектив: Г. Таран, Т. Чупак, Ю. Ляшко, О. Мушта, Л. Туренко, Т. Джулай, Н. Пугач за книгу «Незбагненна. Земна. Героїчна»; у номінації «Індивідуальна краєзнавча праця» — С. Ю. Степенькін за працю «Хрестоматія з історії Корсунщини ХІ — поч. ХІХ століть».[23]
- Бурлака Олена Вікторівна, вчитель Городищенського економічного ліцею Городищенської районної ради стала переможцем всеукраїнського конкурсу «Учитель року — 2016» в номінації «Історія»[24].

## Померли
- 25 січня — Парій Федір Микитович (1943—2016) — видатний український учений — генетик-селекціонер, професор Уманського національного університету садівництва.
- 11 серпня — Щербина Микола Миколайович (1959—2016) — черкаський краєзнавець, учитель вищої категорії, почесний краєзнавець України
- 20 грудня — Зажирко Микола Петрович (1946—2016) — директор Черкаського кооперативного економіко-правового коледжу

### Загиблі під часросійсько-української війни
- 2 січня — Нетесюк Михайло Миколайович,
- 20 січня — Кузьмін Роман Володимирович[25],
- 18 лютого — Ялинчук Богдан Михайлович[26],
- 11 березня — Крупка Назар Олександрович, нагороджено Орденом «За мужність» ІІІ ст.,
- 1 травня — Пікуєв Василь Абрамович[27],
- 21 липня — Григорович Іван Станіславович[28],
- 28 липня — Дзюба Володимир Павлович[29],
- 5 серпня — Подобій Віктор[30],
- 28 серпня — Івченко Василь Васильович, нагороджено Орденом «За мужність» ІІІ ст.[31],
- 16 вересня — Триволенко Владислав Володимирович, нагороджено Орденом «За мужність» ІІІ ст.[32],
- 30 жовтня — Безуглий Дмитро Петрович, нагороджено Орденом «За мужність» ІІІ ст.[33],

## Створено, засновано

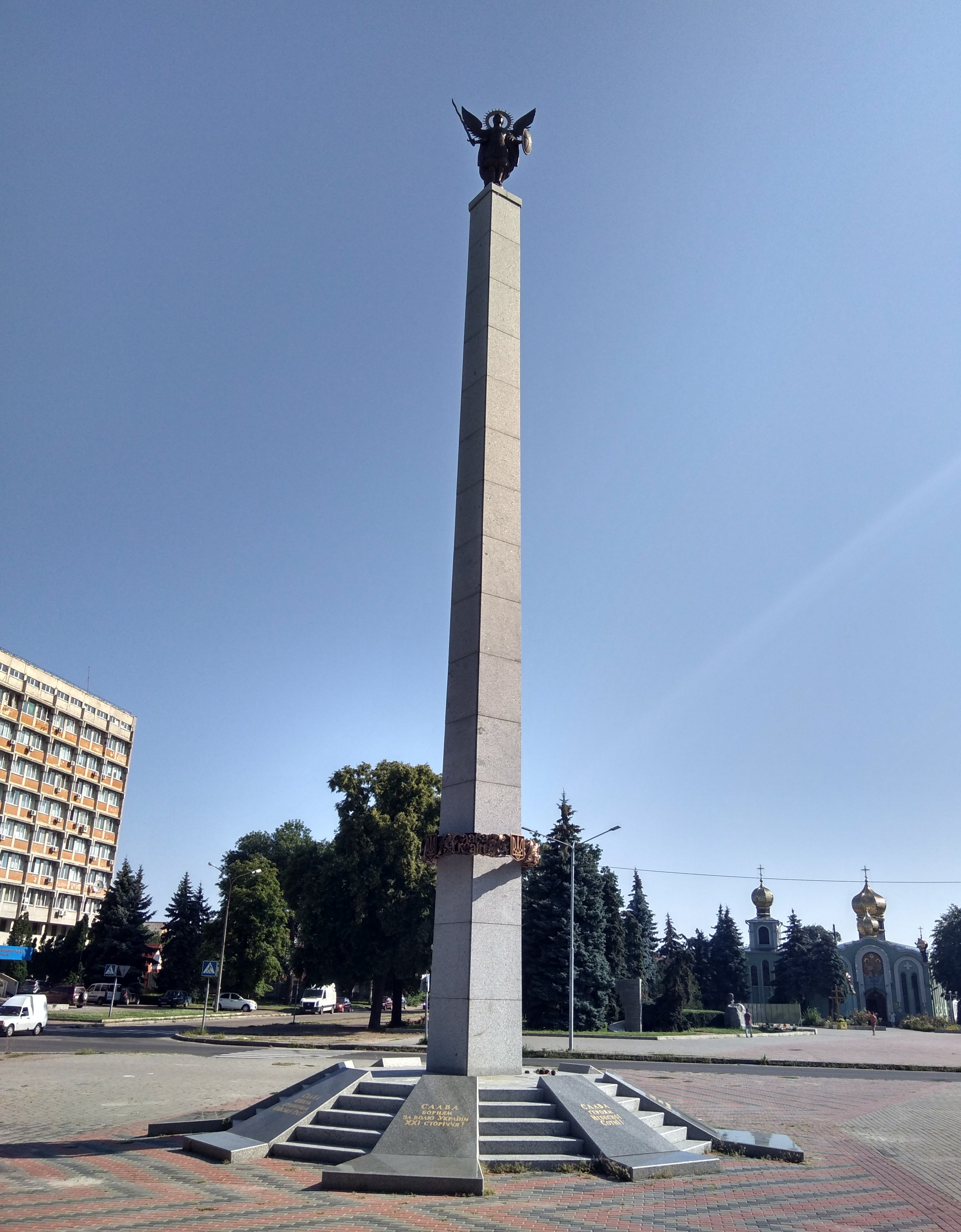
Пам'ятник Борцям за волю України

- 1 березня — створено Черкаський міський археологічний музей Середньої Наддніпрянщини.
- 23 квітня у м. Черкаси відкрито пам'ятник Борцям за волю України[34].
- 18 червня у м. Черкаси на місці колишнього черкаського заводу «Машбуд» відкрито торгово-розважальний центр DEPO't Center площею 16 703 м2[35].
- 24 серпня у м. Черкаси відкрито пам'ятник генералові-прикордоннику Ігорю Момоту[36].
- 16 грудня — Черкаський медичний коледж рішенням Черкаської обласної ради перейменовано на Черкаську медичну академію.

### Об'єкти природно-заповідного фонду
- Ландшафтний заказник місцевого значення Попівка (Звенигородський район),
- Парк-пам'ятка садово-паркового мистецтва місцевого значення Європейський (м. Черкаси),
- Парк-пам'ятка садово-паркового мистецтва місцевого значення Героїв Чорнобиля (м. Черкаси)

## Зникли
У ході так званого Ленінопаду в області демонтовано (повалено) пам'ятники В. І. Леніну (див.: Хронологія Ленінопаду (2016):
- 23 лютого — Майданецьке (Тальнівський район)
- 20 березня — Виноград (Лисянський район)
- 6 квітня — Жовнине (Чорнобаївський район)
- 3 червня — Косенівка (Уманський район)